# بهمن مرادنیا
بهمن مرادنیا (زادهٔ ۱۳۴۴ در بیجار) استاندار استان کردستان در دولت دوازدهم و نمایندهٔ حوزهٔ انتخابیهٔ بیجار در دورهٔ هشتم مجلس شورای اسلامی می‌باشد. نامبرده در تاریخ ۱۹ مهرماه ۱۳۹۶ به سمت استاندار کردستان از سوی وزارت کشور انتخاب شد.
سومین شرکتی که بیشترین ارز دولتی را در دوران گرانی ارز (در سال ۹۶–۹۷) گرفته‌است، متعلق به بهمن مرادنیا می‌باشد؛ که ایشان دو ماه قبل از اینکه به سمت استانداری برسد، به صورت صوری از مدیریت این شرکت کنار رفت.
به گزارش خبرگزاری مهر، اداره کل روابط عمومی استانداری کردستان در مطلبی توضیحاتی در خصوص ارتباط استاندار کردستان با شرکت فجر اعتبار را خطاب به رسانه‌ها ارایه کرده‌است، که در بخشی از آن آمده‌است: استاندار کردستان در این شرکت فقط سهامدار است.